# Westland Wyvern
Il Westland Wyvern era un cacciabombardiere imbarcato monoposto prodotto dall'azienda britannica Westland Aircraft. In servizio nella Fleet Air Arm della Royal Navy dagli anni cinquanta, venne impiegato nel 1956 durante la Crisi di Suez.
I Wyvern erano caratterizzati dall'adozione di un motore a turboelica che impiegava due caratteristiche eliche controrotanti ed era in grado di trasportare un siluro.
Fu l'ultimo aereo militare prodotto dalla Westland ed il primo con motore turboelica ad entrare in servizio con la Fleet Air Arm.
Il nome Wyvern (in italiano Viverna) è quello di una creatura leggendaria, la cui figura è usata anche in araldica medievale.

## Storia del progetto
Lo sviluppo del Wyvern si deve ad un progetto Westland per un cacciabombardiere imbarcato (con definizione interna Westland W34), caratterizzato dalla collocazione del motore dietro l'abitacolo del pilota e che trasmetteva il moto all'elica, posizionata sul muso, tramite un lungo albero di trasmissione che passava sotto la posizione di pilotaggio.. Questo avrebbe permesso al pilota di trovarsi in una posizione che permetteva una visibilità ottimale per tutte le operazioni tipiche di un velivolo su una portaerei.. Un interesse ufficiale al progetto sfociò nell'emissione della specifica 11/44 emessa dall'Air Ministry britannico che prevedeva la fornitura di un caccia imbarcato che utilizzasse il nuovo Rolls-Royce Eagle 22, un motore ad H a 24 cilindri con valvole a fodero, sviluppato dalla Rolls-Royce Limited per essere abbinato al progetto Westland. La specifica prevedeva inoltre che il progetto della cellula avrebbe dovuto essere in grado di utilizzare un motore turboelica non appena fosse stata disponibile un'unità idonea.
Esisteva anche una specifica parallela destinata alla Royal Air Force, la F.13/44, per la quale la Hawker Siddeley Aircraft si pose in concorrenza proponendo il progetto P.1027, uno sviluppo del Tempest. La versione RAF venne cancellata nel 1945 a causa della decisione che tutti i futuri progetti di caccia sarebbero stati spinti da un motore a getto.
Le prove su portaerei cominciarono il 21 giugno 1950 cui seguì l'entrata in servizio nel maggio 1953.

## Impiego operativo
Il Wyvern venne utilizzato dalla Fleet Air Arm dal 1954 al 1958 ed equipaggiò l'813 Naval Air Squadron, l'827 Naval Air Squadron, l'830 Naval Air Squadron e l'831 Naval Air Squadron.
Nel settembre 1954, l'813° Squadron venne imbarcato con i propri Wyvern sulla portaerei HMS  Albion  basata nel mar Mediterraneo. Il Wyvern mostrò presto una tendenza preoccupante al flame out, lo spegnimento improvviso della turbina, durante il lancio con la catapulta, a causa dell'alto numero di g che dava luogo a interruzioni dell'alimentazione di combustibile. Un certo numero di aerei fu perso proprio davanti alla prua della  Albion  e il Lt. B. D. Macfarlane fece storia quando riuscì ad eiettarsi con successo da sott'acqua, dopo che il suo aereo era caduto in mare durante il decollo ed era stato tagliato in due dalla portaerei. L'813º Squadrone sospese le operazioni d'imbarco fino a quando i problemi furono risolti nel marzo 1955.
L'830 Sqn. utilizzò i Wyvern in combattimento dalla HMS Eagle durante l'Operazione Musketeer; la risposta armata alla Crisi di Suez. Due Wyvern furono abbattuti su un totale di 82 missioni volate. Entrambi i piloti degli aerei furono recuperati dall'elicottero SAR della portaerei
Tutti i Wyvern furono ritirati dal servizio nel 1958.
Nel corso dello sviluppo e delle attività vi furono 68 incidenti, 39 aerei furono persi e vi furono 13 piloti deceduti; compresi due piloti della RAF ed un pilota della U.S. Navy.

## Versioni

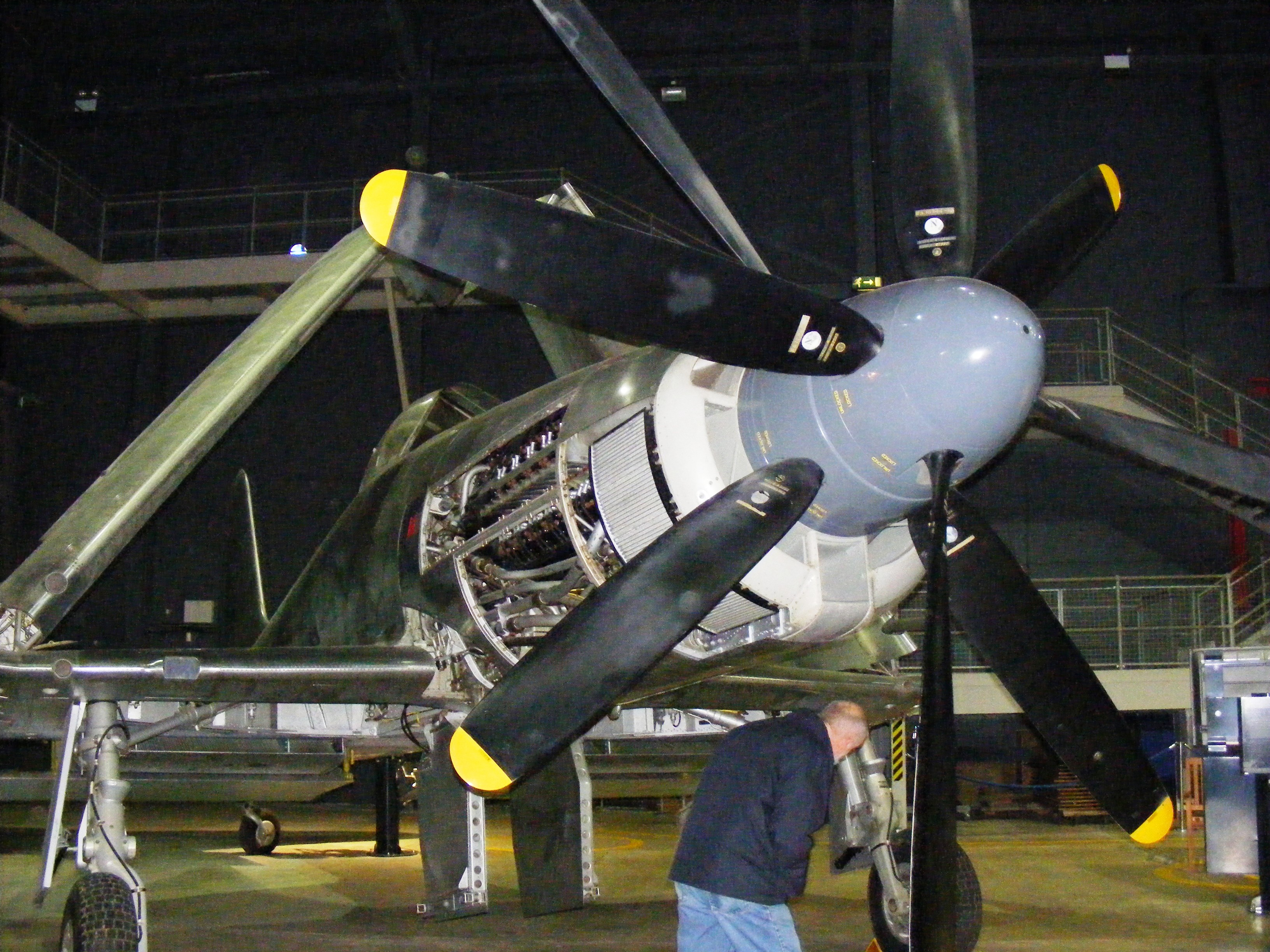
Il Wyvern TF.1 esposto al Fleet Air Arm Museum di Ilchester, Somerset (Regno Unito).

- TF.1: Esemplari di preserie (10), motorizzati con il Rolls-Royce Eagle.
- TF.2: Prima versione produttiva, con motore turboelica Armstrong Siddeley Python; dei 20 esemplari previsti 7 vennero trasformati in TF.4 prima del completamento.
- T.3: Versione biposto, prevista come addestratore. Venne realizzato un solo prototipo (matricola VZ739).
- TF.4: Versione definitiva (successivamente ridesignata S.4) ; venne completata in 90 esemplari (oltre ai 7 ex TF.2).

## Utilizzatori
Regno Unito
- Fleet Air Arm